# اکتیما
بیماری اکتیمای مسری (به انگلیسی: Contagious Ecthyma)  یک بیماری ویروسی پوستی با قابلیت انتقال بالا و همچنین قابل انتقال از حیوان به انسان می‌باشد و معمولاً گوسفندها و بزها را درگیر می‌کند. در اثر این بیماری زخم های پوستی دردناکی اغلب در ناحیه دهان و پوزه دام ایجاد شده که باعث آنوروکسی و گرسنگی می‌شود. به دنبال این بیماری، عفونت‌های باکتریایی ثانویه ممکن است اتفاق افتند و در موارد نادر بیماری به اندام‌های داخلی بدن نیز پیشروی کند و منجر به مرگ شود که در این صورت از نظر اقتصادی خسارات سنگینی به دامپرور وارد می‌کند. بیماری اکتیمای مسری از طریق آلودگی با ویروس Orf از جنس پاراپاکس ویروس ها و زیرخانواده کوردوپاکس ویرینه و خانواده پاکس ویریده ایجاد می شود. ویروس Orf از طریق  تماس مستقیم با زخم و جراحت‌های روی پوست منتقل می‌شود و در زخم‌های خشک باقی مانده در محیط نیز به مدت چند سال پایدار و فعال باقی می‌ماند.
واکسن اکتیمای مسری، ویروس زنده تخفیف حدت یافته Orf است که از طریق پاساژهای سریالی ویروس وحشی روی سلول‌های پرایمری Lamb Testis حاصل می‌شود و سوسپانسیون ویروسی مطابق روش‌های استاندارد به صورت لیوفیلیزه  در ویال‌های واکسن ارائه می شود، میزان دوز ایمنی در 1 میلی لیتر ویال واکسن 104.5 TCID50 می‌باشد. مطابق بروشور واکسن با حلال رقیق می‌شود و به وسیله اپلیکاتور از طریق خراش روی قسمت نازک پوست پای گوسفند یا بز تلقیح می‌شود.
در هنگام ضرورت و به منظور ضدعفونی کردن محیط از ویروس Orf می‌توان در نظر داشت که سدیم هیپوکلریت و ضدعفونی کننده های بر پایه دو آمونیوم چهارظرفیتی در برابر ویروس Orf موثر هستند. اما اتانول برای از بین بردن ویروس Orf موثر نیست. دترجنت‌ها، آلکالی‌ها، گلوتاآلدهید از جمله ضدعفونی کننده‌هایی  هستند که برای از بین بردن پاکس ویروس‌ها پیشنهاد شده است. همچنین این ویروس در دمای 56 درجه سانتی گراد به مدت 30 دقیقه غیرفعال می‌شود.
برنامه واکسیناسیون:
توصیه می‌شود برای دام های باردار، 6 تا 8 هفته قبل از زایمان واکسیناسیون انجام نشود.
بره ها و بزغاله‌ها در هفته اول تولد واکسینه شوند.
واکسیناسیون برای گوسفندها و بزها باید سالانه تکرار شود.

## نگارخانه

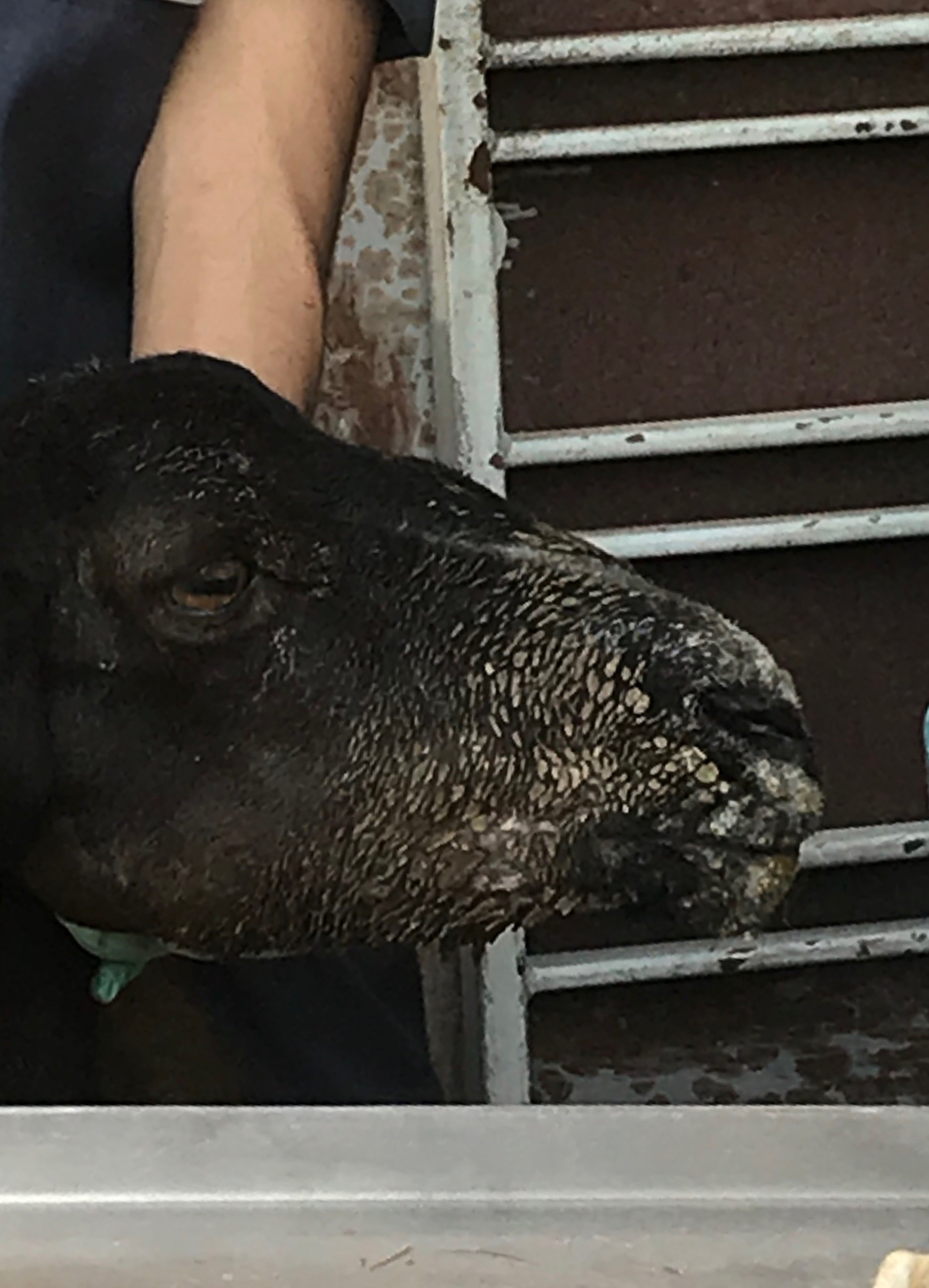
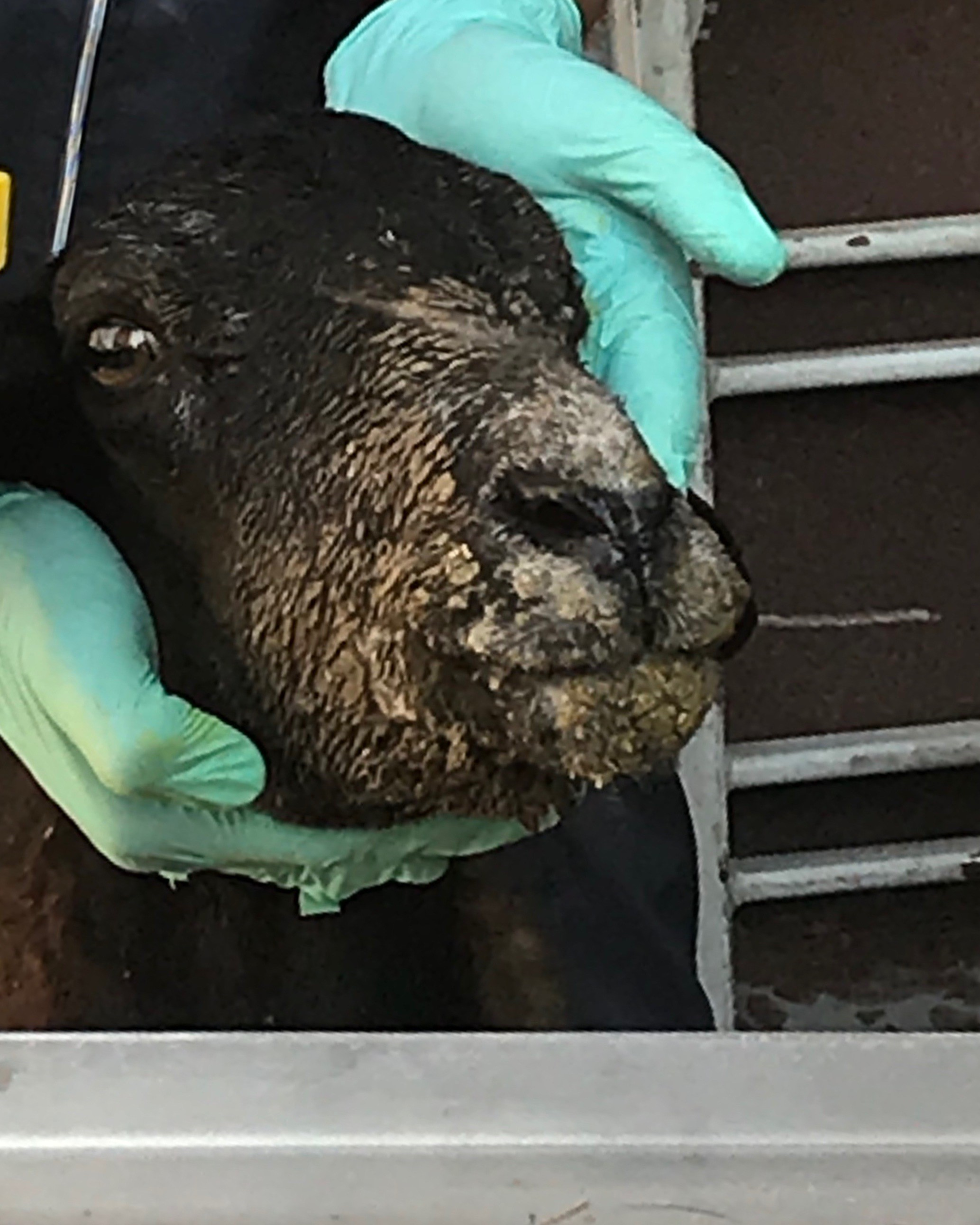
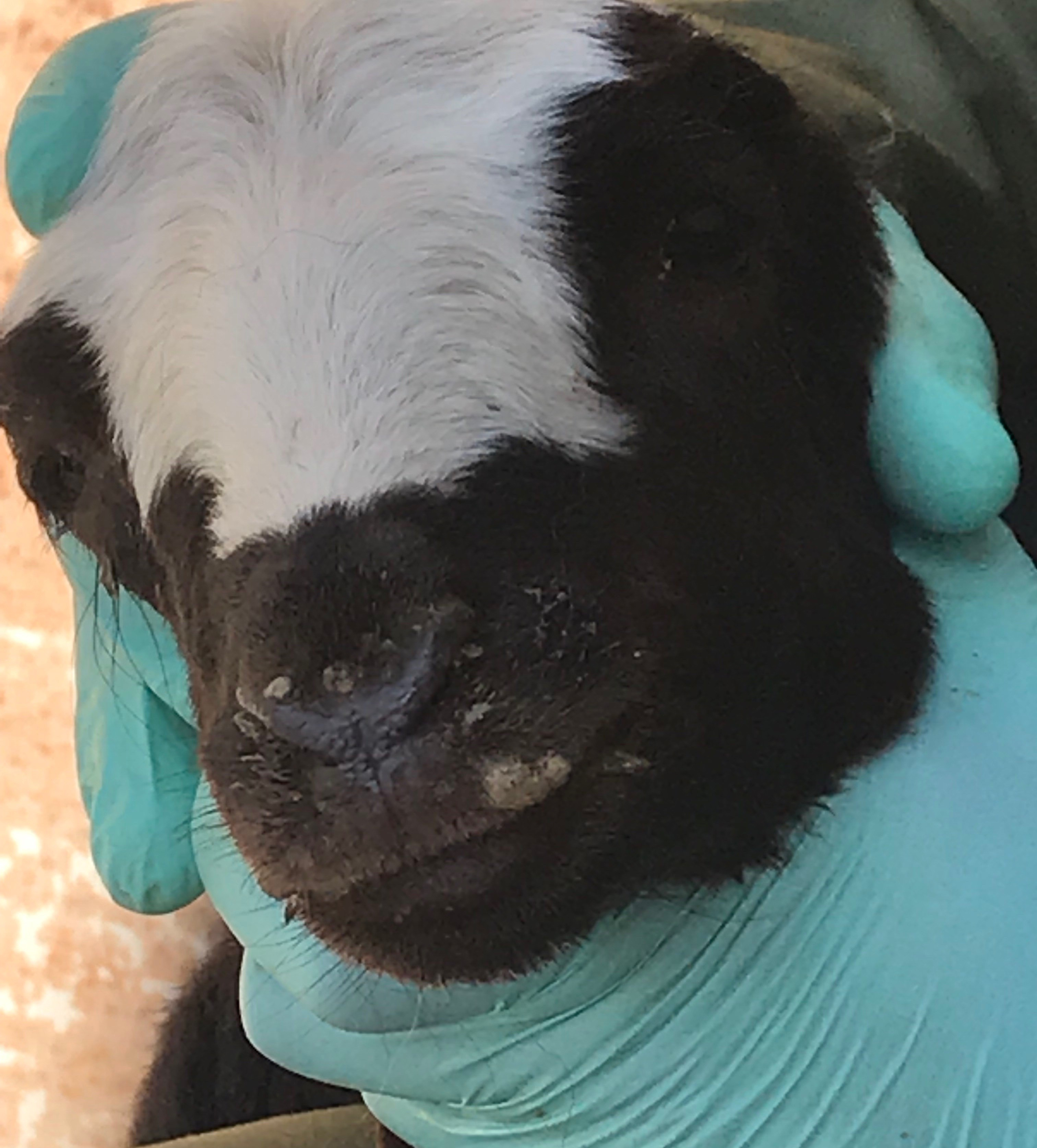